# Empoasca vincula
Empoasca vincula är en insektsart som beskrevs av Delong 1931. Empoasca vincula ingår i släktet Empoasca och familjen dvärgstritar.
Artens utbredningsområde är Manitoba. Inga underarter finns listade i Catalogue of Life.